# Gia Thủy
Gia Thủy là một xã thuộc huyện Nho Quan, tỉnh Ninh Bình, Việt Nam.

## Địa lý
Xã Gia Thủy nằm ở phía bắc huyện Nho Quan, cách trung tâm thành phố Ninh Bình 27 km, có vị trí địa lý:
- Phía đông giáp huyện Gia Viễn
- Phía nam giáp huyện Gia Viễn và xã Gia Tường
- Phía tây giáp xã Gia Lâm
- Phía bắc giáp xã Gia Sơn.

Xã Gia Thủy có diện tích 6,13 km², dân số năm 2019 là 5.677 người, mật độ dân số đạt 926 người/km².
Nơi đây được xác định là quê ngoại của Đinh Tiên Hoàng Đế và quê hương của hoàng hậu Dương Vân Nga. Tại đây còn lưu giữ nhiều di tích và huyền thoại thời Đinh trong lịch sử Việt Nam. Xã còn có một làng nghề truyền thống nổi tiếng là làng gốm sứ gia truyền.

## Hành chính
Xã Gia Thủy được chia thành 12 thôn xóm. 

## Lịch sử
Xã được thành lập theo quyết định số 454/QN ngày 5/12/1953 trên cơ sở tách từ xã Gia Lâm.

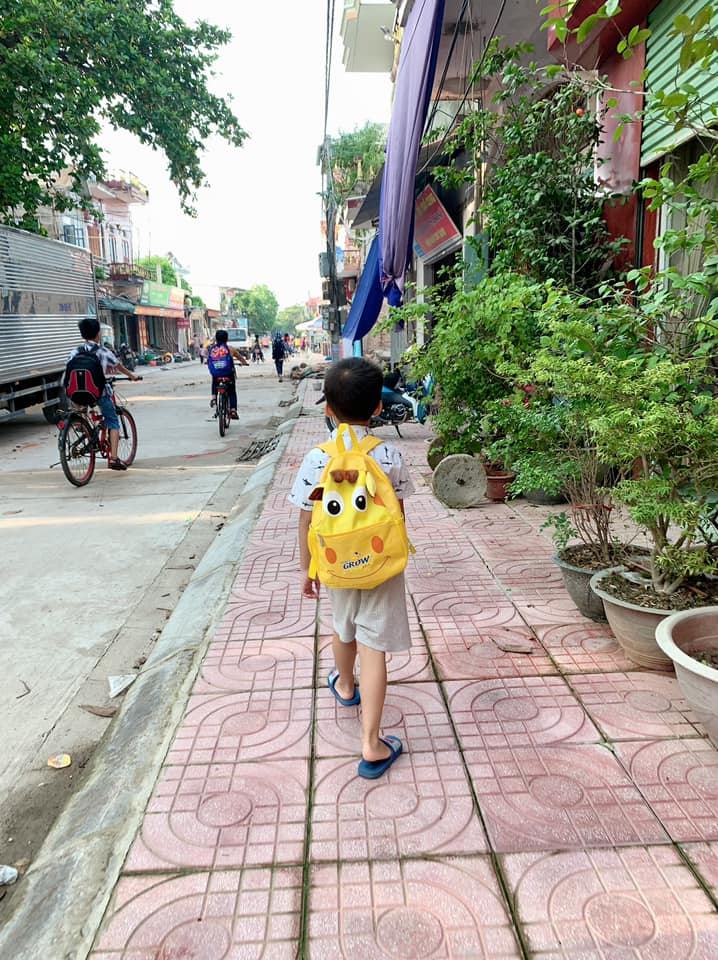
Phố Mĩ- Gia Thủy

## Kinh tế
Nơi đây người dân sống chủ yếu bằng nghề trồng lúa và chăn nuôi gia súc, gia cầm.

### Làng nghề gốm Gia Thủy

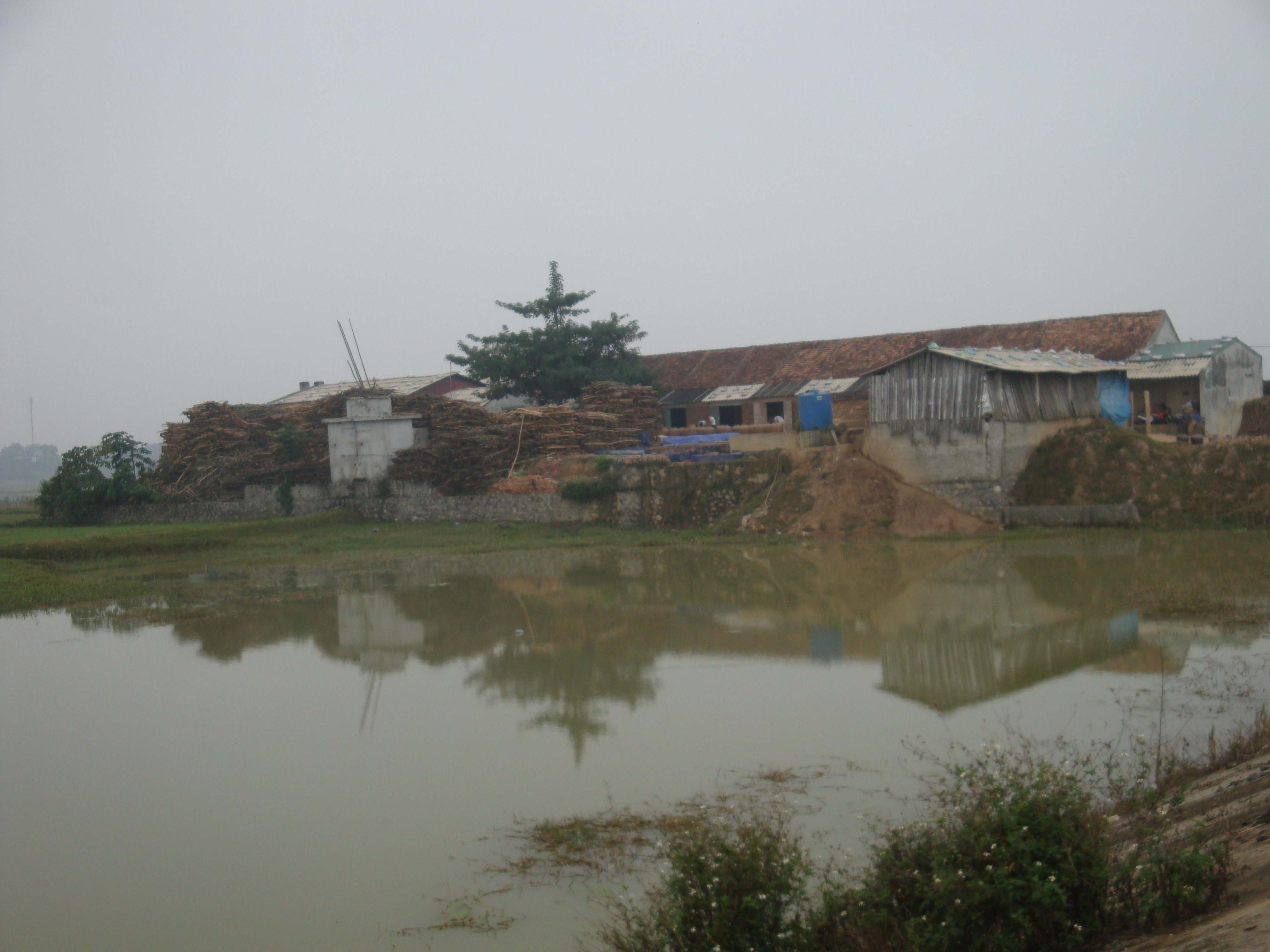
Một cơ sở sản xuất gốm Gia Thủy

Làng nghề gốm Gia Thủy ra đời từ những năm cuối thập kỷ 50 của thế kỷ XX. Hợp tác xã gốm Gia Thủy (Nho Quan) nổi tiếng với các sản phẩm từ gốm như nồi, niêu, chum, vại.
Gia Thủy đã ưu tiên dành riêng những diện tích đất nhất định để cơ sở gốm khai thác nguồn đất sét trắng phục vụ cho sản xuất các làng nghề gốm. Diện tích đã được khai thác chiếm khoảng 20 ha, chủ yếu ở các thôn làm nghề gốm: Mỹ Lộc, Mỹ Thượng, Cây Sa, Hoang Bằng.
Hiện nay, tỉnh Ninh Bình đang có dự án Phát triển Làng nghề gốm sứ Gia Thủy, huyện Nho Quan.

## Di tích
Gia Thủy là quê hương của danh nhân Dương Vân Nga thế kỷ X và cũng là quê ngoại gắn với tuổi thơ của Đinh Bộ Lĩnh. Theo giai thoại dân gian, Dương Vân Nga là con gái của ông Dương Thế Hiển, quê ở vùng Gia Thủy - Gia Sơn huyện Nho Quan, Ninh Bình ngày nay. Cái tên Vân Nga là ghép từ Vân Long (nay thuộc xã Gia Vân) là tên làng quê mẹ và Nga My là tên làng quê cha. Làng Nga My xưa bao trùm thôn Nga My, Nga Mai,Mỹ Hạ ở 2 xã Gia Thủy và Gia Sơn ngày nay.
Theo sử sách, khi cha mất sớm Đinh Bộ Lĩnh theo mẹ về ở cạnh đền Sơn Thần trong động, đó chính là đền Long Viên ngày nay và chăn châu ở khu vực Gia Thủy cũng như Gia Hưng phía bên kia sông Bôi. Sau này khi trưởng thành ông lập căn cứ quân sự ở động Hoa Lư ngay bên kia sông Bôi. Ngày nay khu vực Gia Thủy và 3 xã bên kia sông Bôi gồm Gia Hưng, Liên Sơn và Gia Phú có rất nhiều di tích gắn với triều đại nhà Đinh từ thế kỷ X.
Sử sách cũng cho biết Đinh Bộ Lĩnh mồ côi cha từ nhỏ, phải cùng mẹ về ở cạnh đền Sơn Thần. Quốc sử quán triều Nguyễn cũng cho biết nơi ấy là Long Viên: "Long Viên ở xã Đề Cốc, nhà mẹ Đinh Tiên Hoàng ở đấy, tức chỗ ở cũ của Đinh Tiên Hoàng lúc còn ẩn náu, nền nhà cũ này vẫn còn nên gọi là "Long Viên" trước mặt trông ra sông, có cầu Ngự, cầu Phanh, bên tả vườn có gò bằng phẳng tức là chỗ bày trận cờ lau". Ở thôn Mỹ Hạ, xã Gia Thủy ngày nay còn có ngôi đền Long Viên thờ Long Viên Đốc Khánh công chúa, tương truyền là người đỡ đẻ cho Đinh Bộ Lĩnh, đình Mỹ Hạ thờ Đinh Bộ Lĩnh. Như vậy là khi mồ côi cha, Đinh Bộ Lĩnh đã cùng với mẹ về ở bên hữu ngạn sông Bôi, đi chăn trâu cho chú là Đinh Thúc Dự. Truyền thuyết cũng cho biết Đinh Bộ Lĩnh tập trân cờ lau ở cánh đồng Rộc Xéo. Ở đây còn có đồng Trống là nơi đánh trống, đồng Quân là nơi hội quân, cầu Mổ là nơi Đinh Bộ Lĩnh mổ trâu hay mổ bò của chí để khao quân, bến Vội là nơi Đinh Bộ Lĩnh vội chạy qua khi bị chú đuổi... Đinh Bộ Lĩnh còn chăn trâu ở bên bờ tả ngạn sông Bôi, tức cánh đồng bên ngoài động Hoa Lư. Ngày nay nơi đây còn có đường vua Đinh.

## Hình ảnh

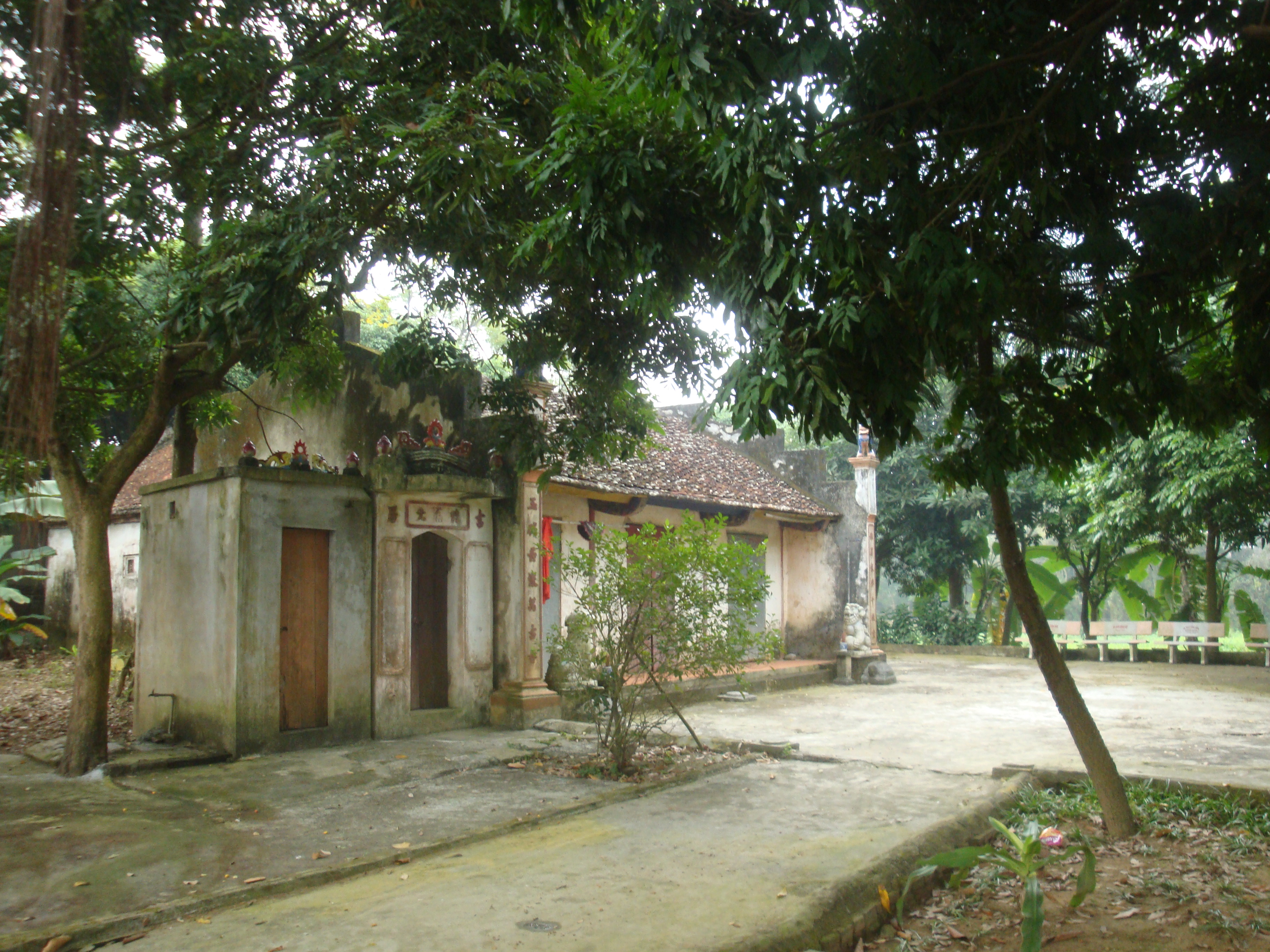
Đình Ngọc Nhị, nơi thờ Vua Đinh
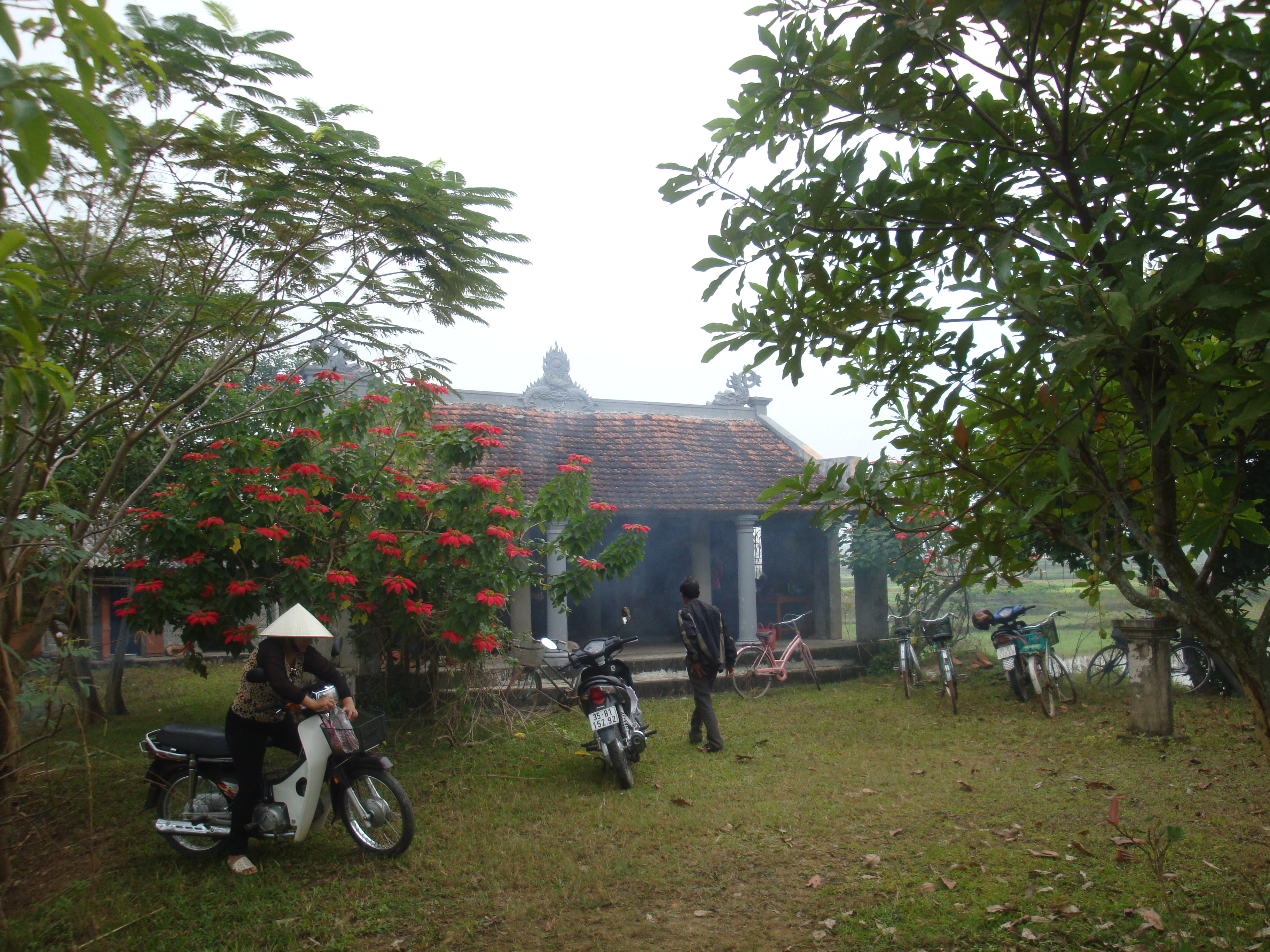
Đền thờ nữ tướng hậu cần thời Đinh